# Elecciones generales de Dominica de 1954

Escudo de armas de Dominica

En las elecciones generales de Dominica que tuvieron lugar el 19 de agosto de 1954, ningún partido político las disputó, ya que todos los candidatos se presentaron de manera independiente. La participación fue del 70.3%.

## Resultados
| Partido             | Votos  | %   | Asientos | +/- |
| ------------------- | ------ | --- | -------- | --- |
| Independentes       | 15,749 | 100 | 8        | 0   |
| Votos blancos/nulos | 997    | -   | -        | -   |
| Total               | 16,746 | 100 | 8        | 0   |
| Fuente: Nohlen      |        |     |          |     |